# Mari Kiviniemi

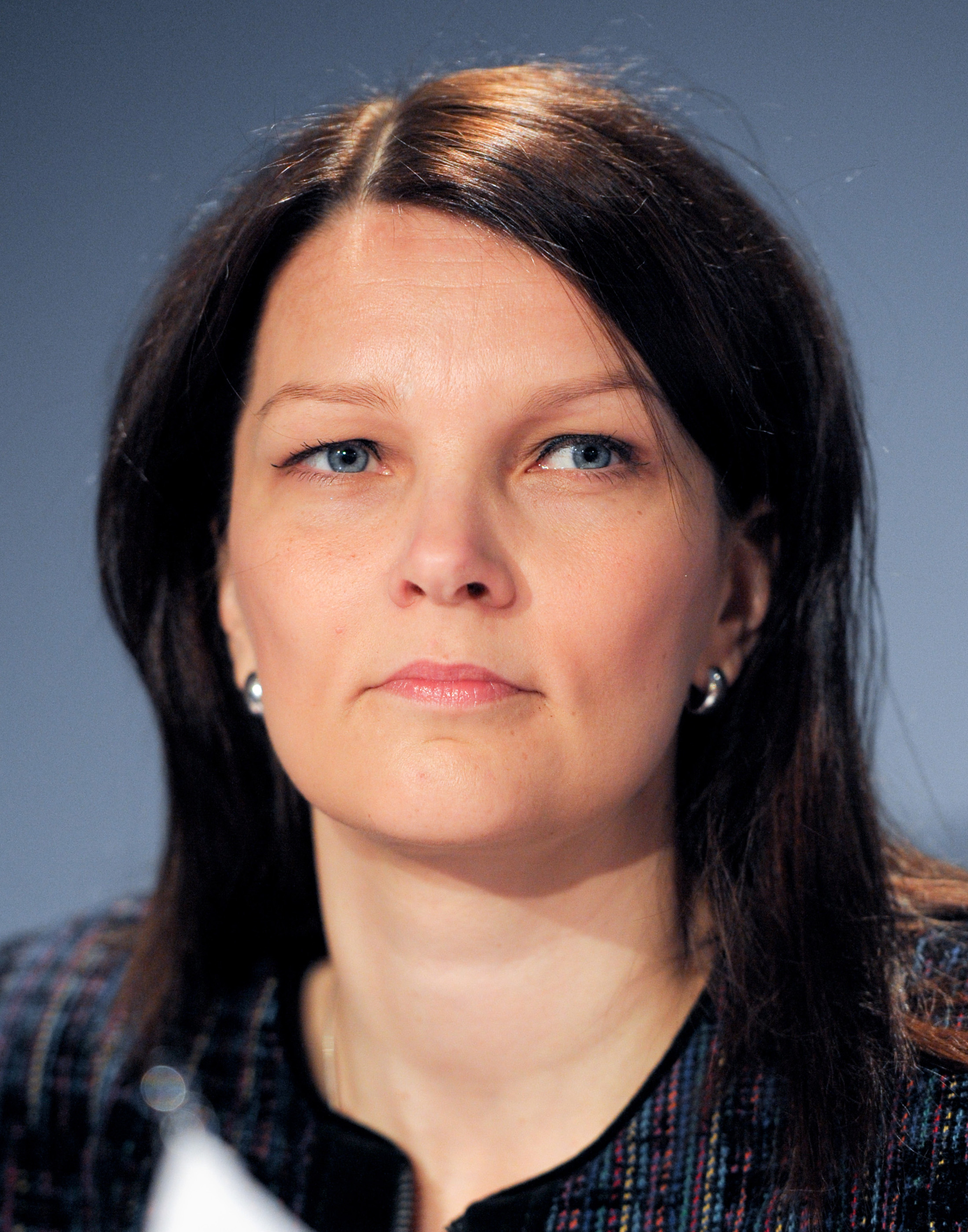
Mari Kiviniemi, (2010)

Mari Johanna Kiviniemi (* 27. September 1968 in Seinäjoki) ist eine finnische Politikerin (Zentrum), die vom 22. Juni 2010 bis zum 22. Juni 2011 finnische Ministerpräsidentin war. Seit August 2014  ist sie stellvertretende Generalsekretärin der OECD.

## Leben
Mari Kiviniemi wurde als Tochter eines Bauern in der westfinnischen Kleinstadt Seinäjoki geboren. Von 1985 bis 1986 verbrachte sie ein Jahr als Austauschschülerin im niedersächsischen Scheeßel, wo sie die Eichenschule besuchte. 1988 begann sie ihr Studium an der Universität Helsinki.
Kiviniemi ist Mutter zweier Kinder.

## Politik

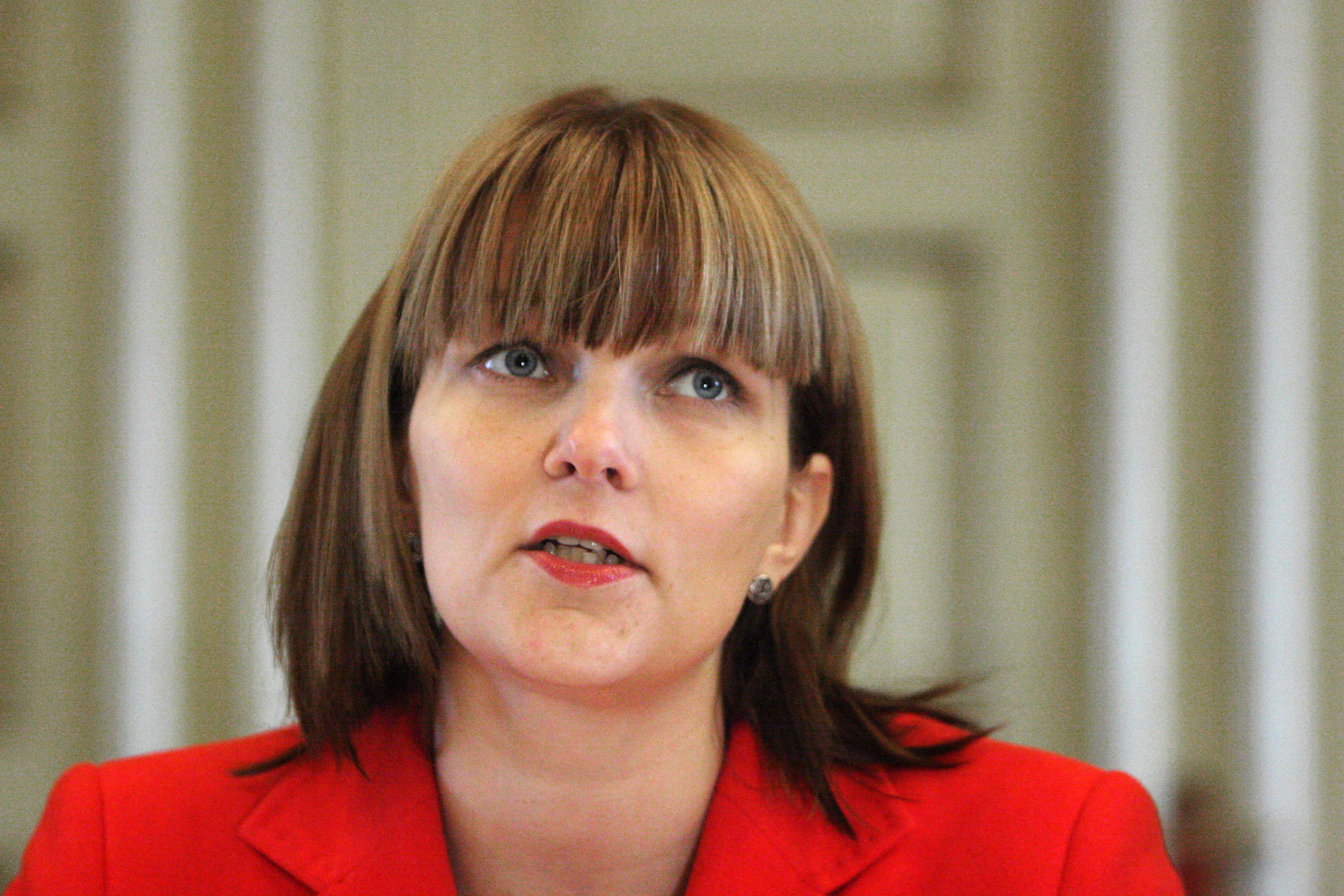
Mari Kiviniemi in ihrer Zeit als Verwaltungsministerin (2007)

Mari Kiviniemi ist seit 1995 Parlamentsabgeordnete. Ab 2005 bekleidete sie in der Regierung Finnlands das Amt des Ministers für Außenhandel und Entwicklung und ab 2006 das des Ministers für öffentliche Verwaltung und Lokales. Im Juni 2010 wurde sie mit 1357:1035 Stimmen in einer Abstimmung gegen Wirtschaftsminister Mauri Pekkarinen für zwei Jahre zur Vorsitzenden der Zentrumspartei gewählt. Am 22. Juni folgte sie Matti Vanhanen im Amt des finnischen Ministerpräsidenten (finn. Pääministeri, schwed. Statsminister). Sie ist nach Anneli Jäätteenmäki (2003) der zweite weibliche Regierungschef des Landes. Mari Kiviniemi führte eine Regierung aus ihrer Partei, der Nationalen Sammlungspartei, dem Grünen Bund und der Schwedischen Volkspartei, die nach der Parlamentswahl 2007 gebildet worden war, bis Juni 2011. Bei der Parlamentswahl 2011 fiel ihre Partei vor allen Dingen wegen des Erdrutschergebnisses der Wahren Finnen vom ersten auf den vierten Platz, weshalb sie nur widerwillig an von der Sammlungspartei geführten Koalitionsverhandlungen teilnahm und die Partei schließlich in die Opposition führte, während die Sammlungspartei mit fünf anderen vorwiegend linken Parteien eine Regierung schloss.

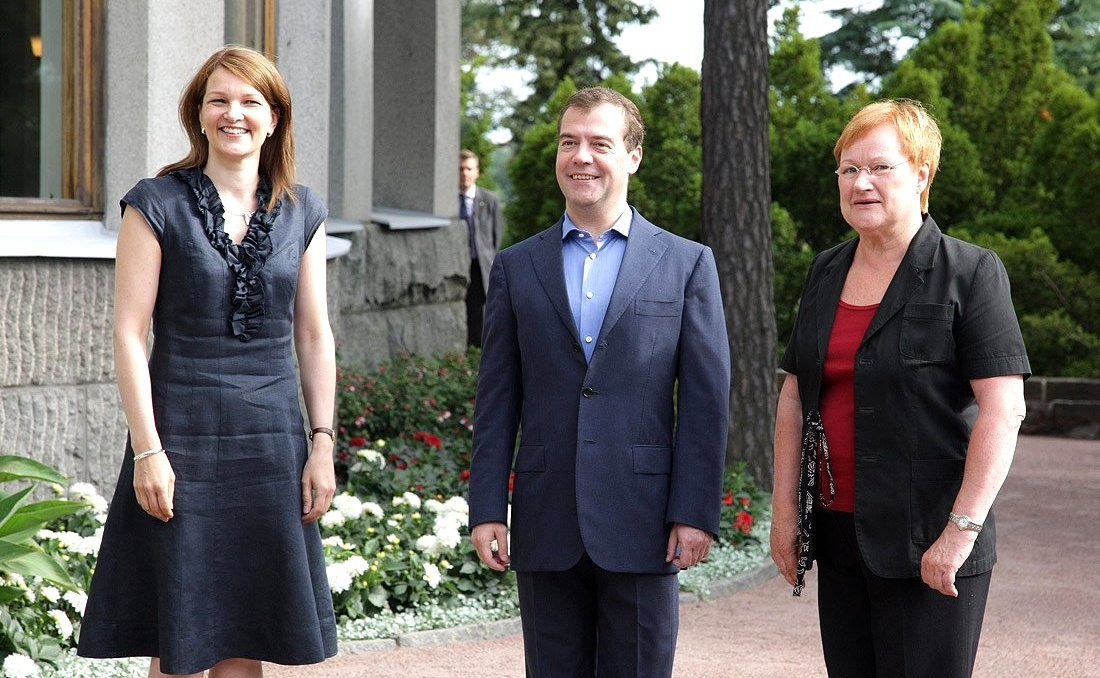
Kiviniemi trifft mit Präsidentin Tarja Halonen den russischen Präsidenten Dmitri Medwedew (2010)

2012 hatten interne Streitigkeiten im Zentrum zugenommen, so dass Kiviniemi im April unter Verweis auf mäßige Umfragewerte für die Partei ankündigte, nicht erneut für den Parteivorsitz zur Verfügung zu stehen. Uneinigkeit herrscht vor allem in der EU- und Euro-Frage. Gleichzeitig dringen Teile der Partei auf eine Rückbesinnung auf ihre alte Rolle als Interessenvertretung der agrarisch strukturierten Landgebiete.
Im Oktober 2015 wurde Mari Kiviniemi mit dem Großen Verdienstkreuz des Verdienstordens der Bundesrepublik Deutschland ausgezeichnet. Kiviniemi wird damit für ihre ständige Förderung der deutsch-finnischen Beziehungen in ihren politischen Ämtern, u. a. als Vorsitzende der finnisch-deutschen Parlamentariergruppe, gewürdigt.